# Copa de Jordania
La Copa de Jordania (en inglés: Jordan FA Cup) es una competición anual de fútbol de Jordania, se disputa desde 1980 y es organizada por la Federación de Fútbol de Jordania, el club Al-Faisaly Ammán posee el récord de títulos con 21.
Participan 42 equipos, los cuales se enfrentan por eliminatorias hasta llegar a la final. El vencedor disputa contra el campeón de la Liga Premier de Jordania la Supercopa de Jordania.

## Palmarés
| Temporada | Campeón                  | Resultado         | Finalista               | Sede de la final                 |
| --------- | ------------------------ | ----------------- | ----------------------- | -------------------------------- |
| 1980      | Al-Faisaly               | 3 - 0             | Al Buqa'a               |                                  |
| 1981      | Al-Faisaly               | 1 - 0             | Al-Ramtha SC            |                                  |
| 1982      | Al-Wehdat                | 1 - 0             | Al-Ramtha SC            |                                  |
| 1983      | Al-Faisaly               | 2 - 0             | Al-Ramtha SC            |                                  |
| 1984      | Al-Jazira Ammán          | 1 - 0             | Al-Ahli Ammán           |                                  |
| 1985      | Al-Wehdat                | 1 - 1 (4-3 pen.)  | Al-Faisaly              |                                  |
| 1986      | Al-Arabi Irbid           | 1 - 0             | Al-Jazira Ammán         |                                  |
| 1987      | Al-Faisaly               | 2 - 1             | Al-Hussein Irbid        |                                  |
| 1988      | Al-Wehdat (Al Deffatain) | 2 - 0             | Al-Faisaly              |                                  |
| 1989      | Al-Faisaly               | 2 - 1             | Al-Ramtha SC            |                                  |
| 1990      | Al-Ramtha SC             | 2 - 1             | Al-Hussein Irbid        |                                  |
| 1991      | Al-Ramtha SC             | 1 - 0             | Al-Wehdat               |                                  |
| 1992      | Al-Faisaly               | (Grupo de cuatro) | Al-Wehdat               |                                  |
| 1993      | Al-Faisaly               | 3 - 1             | Al-Ramtha SC            |                                  |
| 1993      | Al-Faisaly               | 3 - 0             | Al-Ramtha SC            |                                  |
| 1994      | Al-Faisaly               | 4 - 0             | Al-Ramtha SC            |                                  |
| 1996      | Al-Wehdat                | 0 - 0 (3-1 pen.)  | Al-Ramtha SC            |                                  |
| 1997      | Al-Wehdat                | 2 - 1             | Al-Ramtha SC            |                                  |
| 1998      | Al-Faisaly               | 2 - 1             | Al-Wehdat               |                                  |
| 1999      | Al-Faisaly               | 0 - 0 (5-4 pen.)  | Al-Wehdat               |                                  |
| 2000      | Al-Wehdat                | 2 - 0             | Al-Faisaly              |                                  |
| 2001      | Al-Faisaly               | 2 - 0             | Al-Hussein Irbid        |                                  |
| 2002-03   | Al-Faisaly               | 2 - 0             | Al-Hussein Irbid        |                                  |
| 2003-04   | Al-Faisaly               | 3 - 1             | Al-Hussein Irbid        |                                  |
| 2004-05   | Al-Faisaly               | 3 - 0             | Shabab Al-Hussein Ammán |                                  |
| 2005-06   | Shabab Al-Ordon          | 2 - 1             | Al-Faisaly              | Estadio Internacional, Amán      |
| 2006-07   | Shabab Al-Ordon          | 2 - 0             | Al-Faisaly              | Estadio Internacional, Amán      |
| 2007-08   | Al-Faisaly               | 3 - 1             | Shabab Al-Ordon         | Estadio Príncipe Mohammed, Zarqa |
| 2008-09   | Al-Wehdat                | 3 - 1             | Shabab Al-Ordon         |                                  |
| 2009-10   | Al-Wehdat                | 1 - 0             | Al-Arabi Irbid          | Estadio Rey Abdullah II, Amán    |
| 2010-11   | Al-Wehdat                | 3 - 1             | Manshia Bani Hassan     | Estadio Internacional, Amán      |
| 2011-12   | Al-Faisaly               | 1 - 0             | Manshia Bani Hassan     | Estadio Internacional, Amán      |
| 2012-13   | That Ras                 | 2 - 1             | Al-Ramtha SC            | Estadio Internacional, Amán      |
| 2013-14   | Al-Wehdat                | 2 - 0             | Al Buqa'a               | Estadio Rey Abdullah II, Amán    |
| 2014-15   | Al-Faisaly               | 2 - 1             | That Ras                | Estadio Al-Hassan, Irbid         |
| 2015-16   | Al-Ahli Ammán            | 1 - 0             | Shabab Al-Ordon         | Estadio Internacional, Amán      |
| 2016-17   | Al-Faisaly               | 1 - 1 (4-2 pen.)  | Al-Jazira Ammán         | Estadio Internacional, Amán      |
| 2017-18   | Al-Jazira Ammán          | 2 - 0             | Shabab Al-Ordon         | Estadio Internacional, Amán      |
| 2018-19   | Al-Faisaly               | 2 - 0             | Al-Ramtha SC            | Estadio Internacional, Amán      |
| 2020      | No hubo torneo           | No hubo torneo    | No hubo torneo          | No hubo torneo                   |
| 2021      | Al-Faisaly               | 1 - 0             | Al-Salt                 | Estadio Internacional, Amán      |
| 2022      | Al-Wehdat                | 1 - 0             | Shabab Al-Aqaba         | Estadio Rey Abdullah II, Amán    |

## Títulos por club
| Club                     | Campeón | Años campeón | Subampeón | Años subcampeón                                                  |
| ------------------------ | ------- | --- | --------- | ---------------------------------------------------------------- |
| Al-Faisaly Club          | 21      | 1980, 1981, 1983, 1987, 1989, 1992, 1993, 1994, 1995, 1998, 1999, 2001, 2003, 2004, 2005, 2008, 2012, 2015, 2017, 2019, 2021 | 5         | 1985, 1987, 2000, 2006, 2007                                     |
| Al-Wehdat SC             | 11      | 1982, 1985, 1988, 1996, 1997, 2000, 2009, 2010, 2011, 2014, 2022                                                             | 4         | 1991, 1992, 1998, 1999                                           |
| Al-Ramtha SC             | 2       | 1990, 1991 | 11        | 1981, 1982, 1983, 1990, 1993, 1994, 1995, 1996, 1997, 2013, 2019 |
| Shabab Al-Ordon Club     | 2       | 2006, 2007 | 4         | 2008, 2009, 2016, 2018                                           |
| Al-Jazira Club           | 2       | 1984, 2018 | 2         | 1986, 2017                                                       |
| Al-Arabi Irbid           | 1       | 1986 | 1         | 2010                                                             |
| That Ras Club            | 1       | 2013 | 1         | 2015                                                             |
| Al-Ahli Ammán SC         | 1       | 2016 | 1         | 1984                                                             |
| Al-Hussein Club          | -       | ----- | 5         | 1988, 1990, 2001, 2003, 2004                                     |
| Manshia Bani Hassan Club | -       | ----- | 2         | 2011, 2012                                                       |
| Al Buqa'a Club           | -       | ----- | 2         | 1980, 2014                                                       |
| Shabab Al-Aqaba          | -       | ----- | 1         | 2022                                                             |
| Al-Salt                  | -       | ----- | 1         | 2021                                                             |
| Shabab Al-Hussein Ammán  | -       | ----- | 1         | 2005                                                             |